# Max-Lange-Angriff
|   | a | b | c | d | e | f | g | h |   |
| 8 |   |   |   |   |   |   |   |   | 8 |
| 7 |   |   |   |   |   |   |   |   | 7 |
| 6 |   |   |   |   |   |   |   |   | 6 |
| 5 |   |   |   |   |   |   |   |   | 5 |
| 4 |   |   |   |   |   |   |   |   | 4 |
| 3 |   |   |   |   |   |   |   |   | 3 |
| 2 |   |   |   |   |   |   |   |   | 2 |
| 1 |   |   |   |   |   |   |   |   | 1 |
|   | a | b | c | d | e | f | g | h |   |

Max-Lange-Angriff: Grundstellung nach 6. e4–e5
Der Max-Lange-Angriff ist eine Gambit-Eröffnung des Schachspieles, die durch Zugumstellung aus verschiedenen Offenen Spielen hervorgehen kann. Die Variante wurde zuerst 1854 von Max Lange in der Deutschen Schachzeitung beschrieben und war bis Anfang des 20. Jahrhunderts sehr populär. Die Stellung wird dem Zweispringerspiel im Nachzuge zugerechnet und trägt den ECO-Code C55. Schwarz kann sie vermeiden, indem er auf die Anti-Lange-Variante (C56) ausweicht.

## Entstehung
Nach den Zügen 1. e2–e4 e7–e5 2. Sg1–f3 Sb8–c6 kann sich die Stellung ergeben aus
- 3. Lf1–c4 Sg8–f6, dem Zweispringerspiel im Nachzuge. 4. d2–d4 Der Zug 4. Sf3–g5 führt zur Preußischen Partie. 4. … e5xd4 5. 0–0 Lf8–c5 Die Hauptalternative 5.. …. Sf6xe4 ist die Anti-Lange-Variante. 6. e4–e5.
- 3. Lf1–c4 Lf8–c5, der Italienischen Partie. 4. d2–d4 e5xd4 Schwarz besitzt hier die Alternative 4. … Lc5xd4. 5. 0–0 Sg8–f6 6. e4–e5.
- 3. d2–d4 e5xd4 4. Lf1–c4, dem Schottischen Gambit. 4. … Lf8–c5 5. 0–0 Sg8–f6 6. e4–e5.

Die Stellung kann auch aus dem Läuferspiel entstehen
1. e2–e4 e7–e5 2. Lf1–c4 Sg8–f6 3. d4, dem Urusov Gambit. 3. … e5xd4 4. Sg1–f3 Sb8–c6 5. 0–0 Lc5 6. e4–e5.

## Hauptvarianten
Weiß greift mit dem Vorstoß e4–e5 den Sf6 an und möchte die e-Linie für seinen Turm öffnen. Schwarz kann dagegen auf den momentanen Mehrbauern, und damit ein Übergewicht im Zentrum pochen.
a) 6. … Sf6–g4 ist die Steinitz-Variante, wonach das Spiel mit 7. Lc1–f4 d7–d6 8. e5xd6 Lc5xd6 9. Tf1–e1+ Ke8–f8 10. Lf4xd6 Dd8xd6 11. c2–c3 und leichtem weißen Vorteil fortgesetzt werden kann.
b) 6. … d7–d5! 7. e5xf6 d5xc4
ba) 8. Tf1–e1+ Lc8–e6 Laut Lev Gutman ist 8. … Ke8–f8 besser, worauf Weiß mit 9. Sf3–g5 die Stellung ausgeglichen halten kann. 9. Sf3–g5 Dd8–d5 10. Sb1–c3 Dd5–f5 11. Sc3–e4 Dieser Zug ist nach Frank James Marshall benannt, der damit 1910 in Hamburg gegen Siegbert Tarrasch gewann. Er wurde aber bereits 1897 in Berlin von Michail Iwanowitsch Tschigorin gegen Adolf Albin gespielt. 11. … 0–0–0 Die Möglichkeit 11. … Lc5–f8 heißt Rubinstein-Variante. 12. g2–g4 Df5–e5 13. Sg5xe6 f7xe6 14. f6xg7 Th8–g8 15. Lc1–h6 d4–d3 16. c2–c3 wird als ausgeglichen bewertet.
bb) 8. f6xg7 Th8–g8
bba) 9. Lc1–g5 Lc5–e7 Bereits Lange hielt 1854 diesen Zug für den besten. Meistens wurde in Partien so gespielt, jedoch besteht auch die Möglichkeit 9. … f7–f6 10. Tf1–e1+ Ke8–f7. 10. Lg5xe7 Ke8xe7 und nun 11. b2–b4 wie in der Partie János Balogh - László Szabó, Ungarn 1946, die im 49. Zug Remis endete
oder 11. Tf1–e1+ Lc8–e6 mit Übergang nach bbb).
bbb) 9. Tf1–e1+ Lc8–e6 10. Lc1–g5 Lc5–e7 11. Lg5xe7 Ke8xe7
gilt als genaueste Zugfolge, und nun 12. Sb1–d2 Dd8–d5 13. b2–b3 womit Jacques Mieses gegen Richard Teichmann 1909 in Sankt Petersburg nach ungenauem Spiel in 25 Zügen verlor, oder 12. Te1–e4, ein Zug mit dem Weiß zwar in der Partie Hans Fahrni – Savielly Tartakower, Baden-Baden 1914 im 41. Zug verlor, der aber seit Carl Schlechters Bearbeitung des Handbuch des Schachspiels von 1916 als Hauptvariante gilt.

## Anti-Lange-Variante
|   | a | b | c | d | e | f | g | h |   |
| 8 |   |   |   |   |   |   |   |   | 8 |
| 7 |   |   |   |   |   |   |   |   | 7 |
| 6 |   |   |   |   |   |   |   |   | 6 |
| 5 |   |   |   |   |   |   |   |   | 5 |
| 4 |   |   |   |   |   |   |   |   | 4 |
| 3 |   |   |   |   |   |   |   |   | 3 |
| 2 |   |   |   |   |   |   |   |   | 2 |
| 1 |   |   |   |   |   |   |   |   | 1 |
|   | a | b | c | d | e | f | g | h |   |

Anti-Lange-Variante: Stellung nach 5. … Sf6xe4
In der obigen Variante des Zweispringerspiels im Nachzuge schlägt Schwarz mit 5. … Sf6xe4 einen weiteren Bauern, die damit verbundene Linienöffnung gegen den eigenen König in Kauf nehmend. 6. Tf1–e1 d7–d5
a) 7. Sb1–c3 Die Canal-Variante gilt als ausgeglichen nach 7. … d5xc4 8. Te1xe4+ Lf8–e7 oder 8. … Lc8–e6 9. Sf3xd4 Sc6xd4 10. Te4xd4 wie in der Partie Esteban Canal gegen Paul Johner, Triest 1923.
b) Auch die Stellung nach 7. Lc4xd5 Dd8xd5 8. Sb1–c3 Dd5–a5 oder 8. … Dd5–h5 9. Sc3xe4 Lc8–e6 10. Se4–g5 gilt als gleich, die überscharfe Jurdanski-Variante 10. Lc1–g5 h7–h6 11. Lg5–h4 g7–g5 12. Se4–f6+ Ke8–e7 13. b2–b4 wird hingegen kaum gespielt.
Weiß kann auch versuchen, durch 6. Sb1–c3 in das Nakmansongambit überzuleiten. Die Annahme des Gambits durch Schwarz mittels des Zuges 6. … d4xc3 führt nach 7. Lc4xf7+ Ke8xf7 8. Dd1–d5+ zu einem sehr starken Angriff für Weiß. Schwarz muss einige starke Züge finden, um zu überleben.